# Alfredo Perna

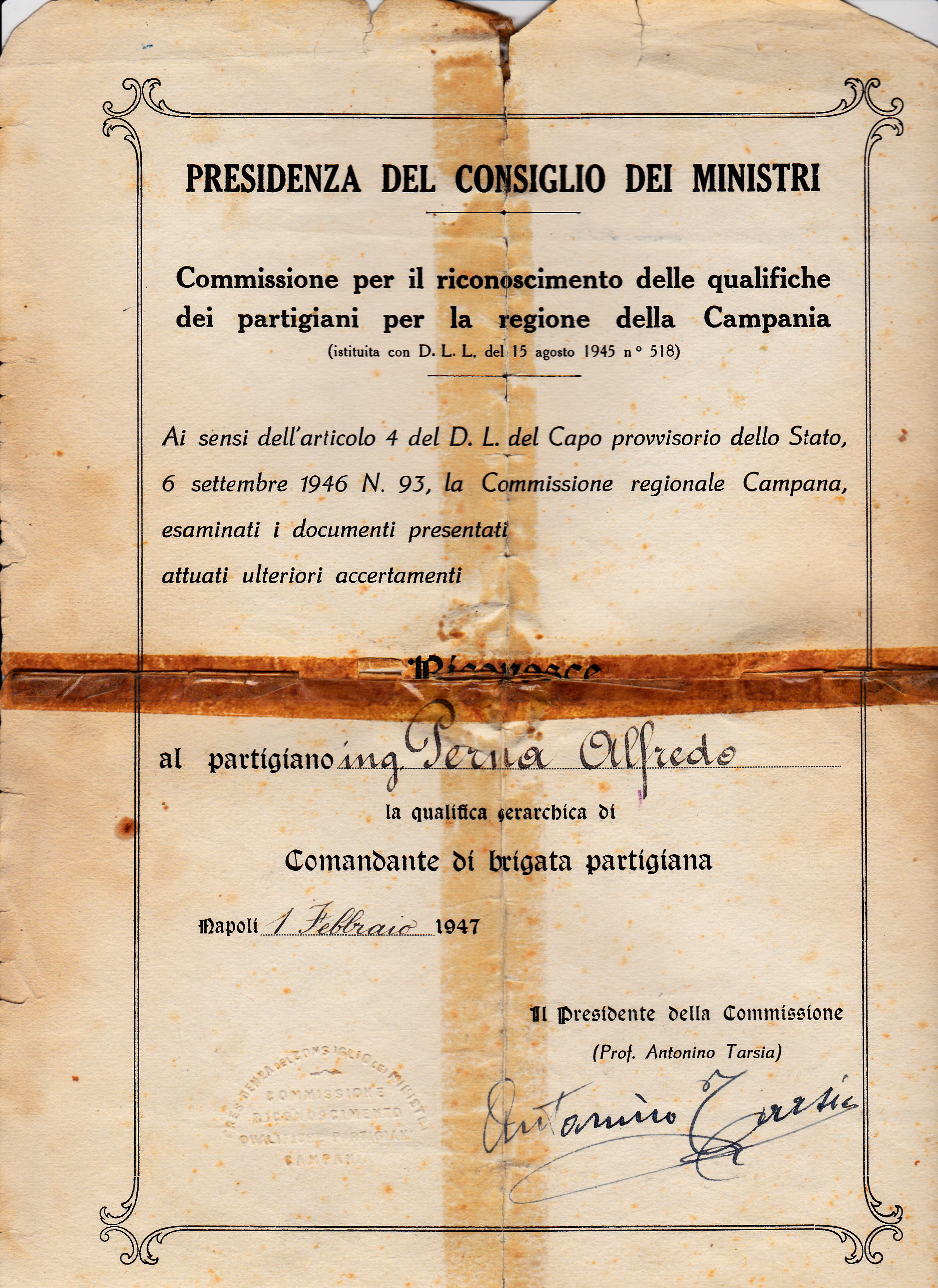
Attestato di Comandante di Brigata Partigiana rilasciato ad Alfredo Perna

Alfredo Perna (Reggio Calabria, 14 aprile 1918 – Reggio Calabria, 16 luglio 1988) è stato un partigiano italiano.

## Biografia
Perna Alfredo, Vittorio, Domenico nasce a Reggio Calabria il 14 aprile 1918 da una benestante e numerosa famiglia di commercianti.  
La sua tranquilla vita di cittadino e commerciante a Reggio Calabria è interrotta dalla sua partecipazione alla Seconda guerra mondiale e ai Moti di Reggio. Il 16 luglio 1988 muore a Reggio Calabria.

## Partecipazione alla II guerra Mondiale
Nel 1938 Perna si arruola volontario nel Distretto Militare di Reggio Calabria ed è inviato a Tripoli, in Africa, in forza al XX Autocentro.
Partecipa alla guerra d’Africa e lì viene trasferito al Reggimento di Artiglieria 106° autoreparto comandato dal Colonnello Nicolò, dove viene promosso caporale.
Nel 1941 sbarcano in Africa ingenti truppe tedesche in rinforzo a quelle italiane e da esse viene inviata una richiesta di trasmettere i nominativi dei soldati italiani con conoscenza, anche imperfetta, della lingua tedesca per essere usati quali interpreti tra i soldati soprattutto per comunicazioni riguardanti viveri e armi.
Perna fa domanda e viene trasferito ad una batteria contraerea tedesca contrassegnata con la lettera k, partecipa a varie azioni di guerra ottenendo il grado di sergente dell’esercito tedesco. 
Nel 1942 chiede ed ottiene il rimpatrio; si diploma al Liceo Scientifico di Reggio Calabria nella sessione straordinaria per militari nell'anno 1942.
Nel 1943 per ottenere il riconoscimento del grado assegnatogli dall'esercito tedesco, deve frequentare il corso Allievi Ufficiali di Complemento e viene inviato a Caserta presso la caserma Andolfato.

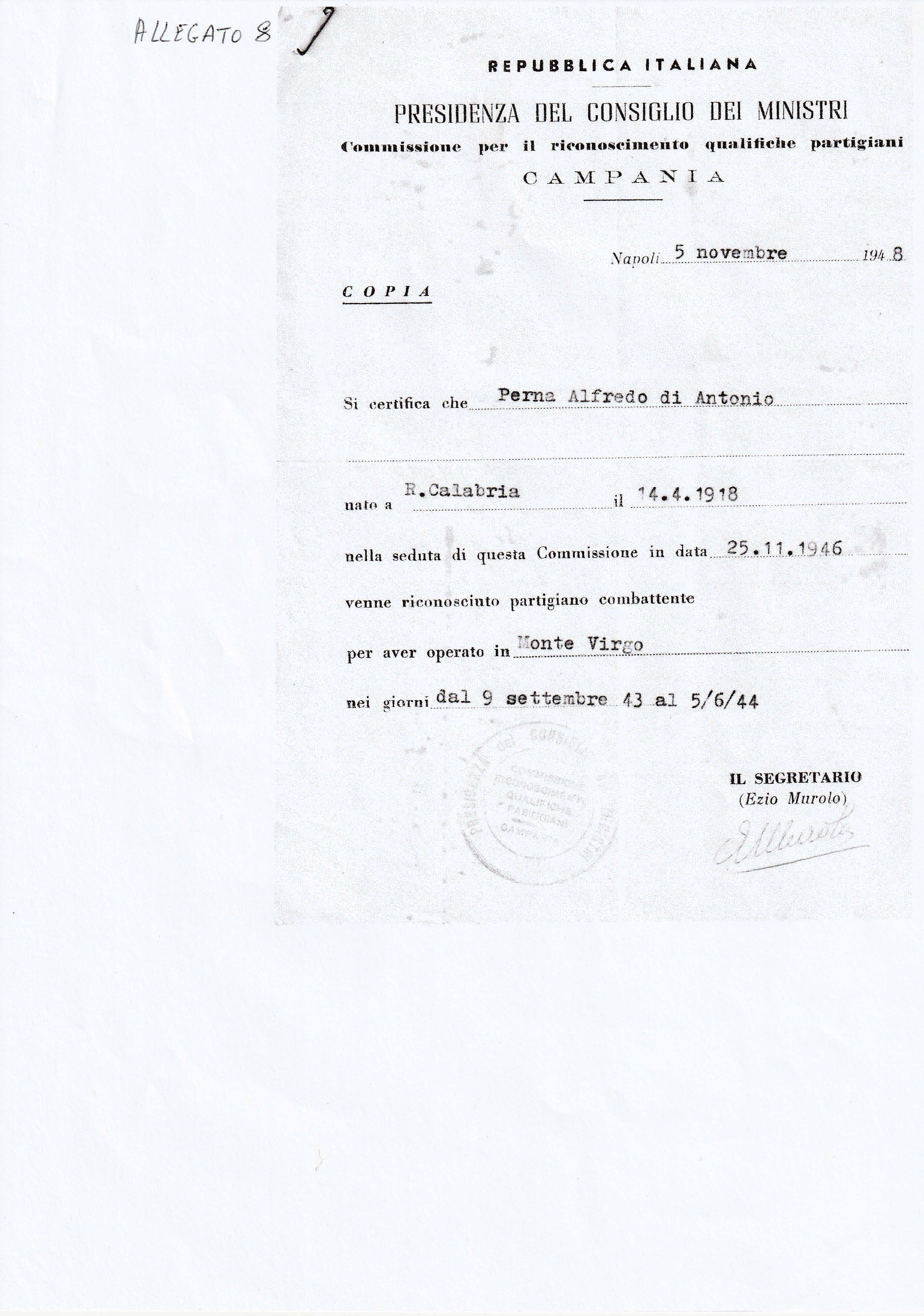
Certificato attività Perna su Monte Virgo

L'8 settembre 1943, nel caos generato dall’abbandono dei vertici dell’esercito, con la presenza di truppe tedesche che occupano le caserme e fanno prigionieri i soldati italiani, decide di salire sul Monte Virgo e con altri, civili e militari, per organizzare la resistenza.

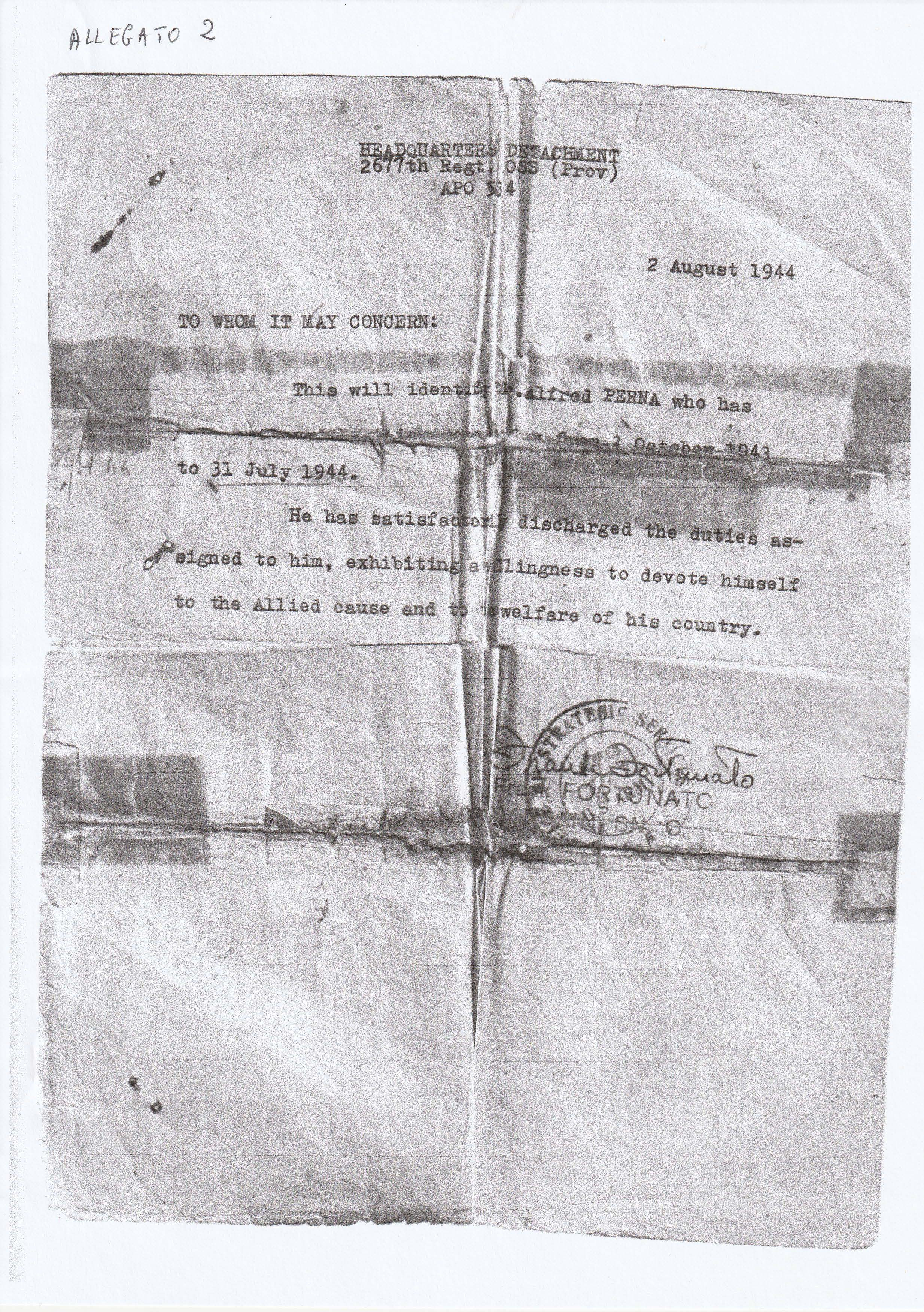
Documento di Collaborazione con gli USA rilasciato a Perna

Il 3 ottobre 1943 il Perna ed altri, tramite l’avv. Schiano, segretario del Centro Meridionale del Partito D’Azione, sono assunti in forza da Headquarters Detachment 2677th Reg OSS (PROV) APO 543 e con essi collaborano in varie azioni di disturbo alle truppe tedesche.;

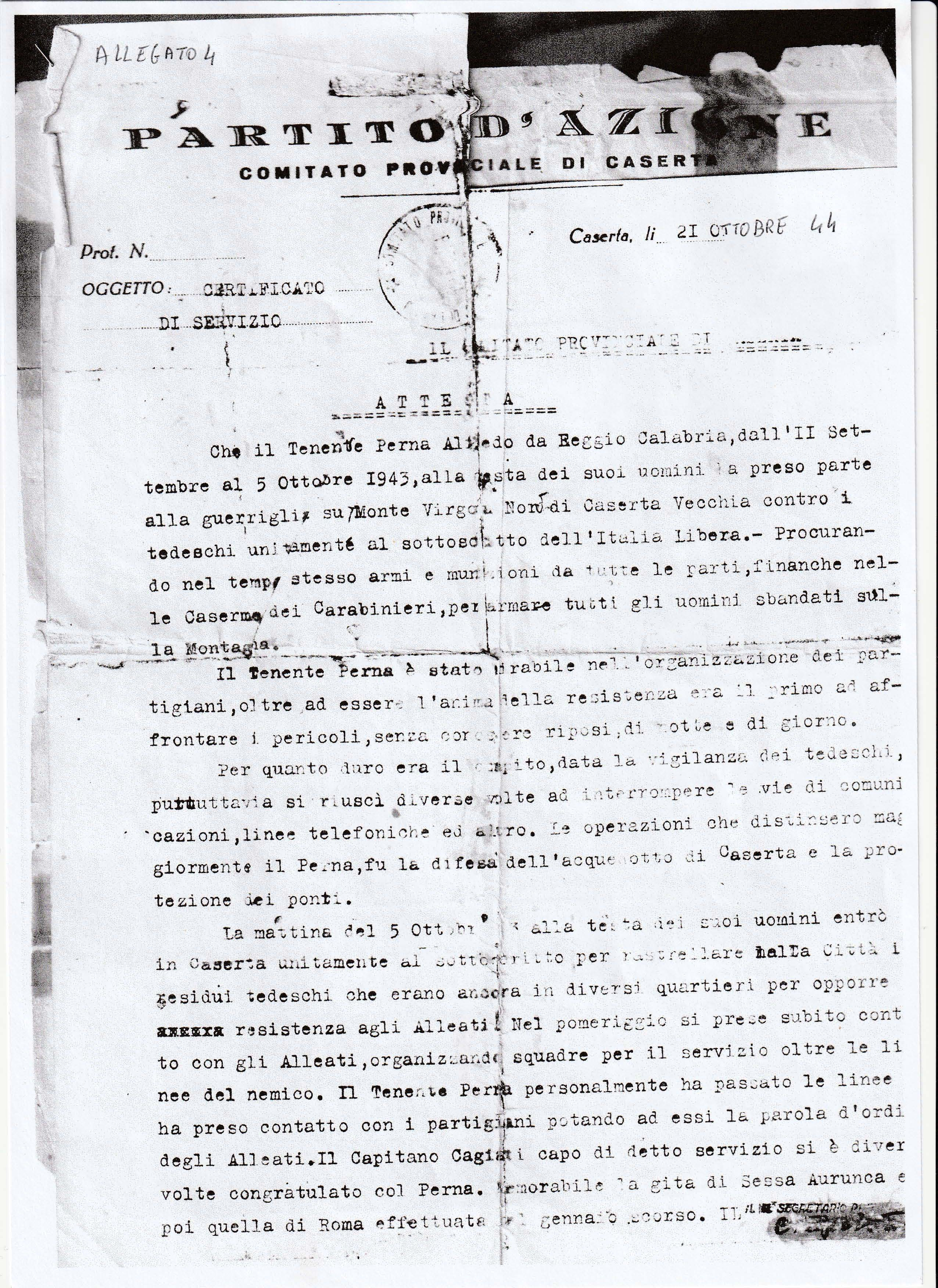
Certificato di Servizio Partigiano

Il 5 ottobre 1943 entra con i suoi partigiani a Caserta rastrellandola dalle residue forze tedesche. Il 3 marzo 1944 Perna viene arrestato, col nome d’armi di Lanfranchi, e portato alle Casermette dell’Aquila dove per due giorni e duramente interrogato. Tenta la fuga ed è perciò trasferito al castello prigione dell’Aquila. È rinchiuso in una cella con altri cinque prigionieri in attesa dell’esecuzione.
Si scopre che l’inferriata che chiude la loro cella, manca di una sbarra all’angolo sinistro creando così un varco tale da poter far passare un uomo. La loro finestra è la prima a sinistra dopo il portone d’accesso al castello e quindi abbastanza vicina al ponte.
Si organizza la fuga creando una corda con le lenzuola. È chiaro a tutti e sei i prigionieri che il rischio è altissimo, specie per chi deve scendere dopo. Si decide l’ordine di discesa estraendo dal pagliericcio dei fili di paglia, l’ordine è decrescente. 
Venuta la sera e ascoltato, calcolandolo tutto il giorno, il tempo che impiegava la guardia a fare il suo giro, si mette in atto il piano.
Il primo che deve scendere ha paura, prende il suo posto Perna e dopo di lui l’onorevole Bruno Corbi, il terzo, tale Costafiorita, precipita per la rottura della precaria fune. Il suo urlo richiama le guardie, ma i due riescono a fuggire.
Ognuno torna ai suoi compiti: Corbi si riunisce ai suoi partigiani e Perna continua da solo a collaborare con gli statunitensi in varie missioni: prima nella zona dell’Aquila, Monte Cornacchia, Sora e Avezzano come infiltrato nelle truppe tedesche; poi in Centro Italia.
Rientrato a Reggio Calabris viene inviato a completare il corso interrotto a Caserta, assegnandolo al CAR di Aurelia col grado di caporale AUC. Ottiene il congedo il 9 ottobre 1945.
Il 30 dicembre 1946 si sposa nella Basilica di Loreto con Maria Antonietta Scarienzi, ed ha tre figli. A Reggio Calabris prosegue la sua vita tranquilla dedicata alla famiglia e al lavoro.

## Partecipazione ai moti di Reggio
Nel 1969 iniziano le prime proteste a Reggio Calabria per l’assegnazione del capoluogo di regione alla città di Catanzaro. Questi fatti prendono il nome di Moti di Reggio.
Il 10 marzo 1969 si istituisce il “Comitato di agitazione per la difesa degli interessi di Reggio” guidato da avv. Francesco Gangemi. Questo comitato confluirà nel 1970 nel “Comitato unitario”. 
Il 5 luglio 1970 il sindaco Battaglia, democristiano, espone in Piazza Duomo un “Rapporto alla Città” in cui invita la popolazione “…a tenersi pronti a sostenere con forza il diritto di Reggio alla guida della Regione…”. Il 15 luglio 1970 muore, durante una manifestazione, Bruno Labate. Scoppiano violenti disordini. Il 30 luglio 1970 nasce il Comitato d’Azione sotto la guida dell’onorevole Ciccio Franco, allora segretario CISNAL.
Il 3 agosto 1970 nasce il “Comitato Unitario per Reggio Capoluogo” al quale Perna aderisce, per poi fuoriuscirne il successivo 8 settembre. Il 17 settembre 1970 viene rinchiuso nel carcere di Locri e lì al magistrato che lo interroga dichiara “non ho mai aderito al “Comitato d’azione”, anche se spesso l’ho affiancato. Non sono missino, sono stato al fianco dei missini ed insieme abbiamo cooperato per la rinascita della nostra città e per il riconoscimento dei suoi diritti….”
Perna scrive nel memoriale al Giudice Istruttore durante il processo di Potenza.
e ancora:
 
Il 24 dicembre 1970 viene scarcerato. Continua a partecipare alla protesta reggina tenendo, o intervenendo in vari comizi in cui più volte illustra il senso della sua adesione: 
La sua presenza di ex partigiano disturba l’immagine della rivolta come “movimento fascista” e perciò Perna viene attaccato dalla stampa che cerca di screditarlo rasentando la diffamazione.
La sua previsione che la città abbandonata da tutti sarebbe caduta davvero in mano al MSI si rivela vera.
Perna scrive ancora:
Il 20 settembre 1971 Il presidente di Avanguardia Nazionale, Adriano Tilgher tiene una conferenza stampa. Il 17 ottobre 1971 Il segretario nazionale MSI Giorgio Almirante tiene un comizio a Villa San Giovanni. Continuano i disordini. 
Il 31 gennaio 1971 Perna è arrestato nuovamente e tradotto al carcere di Messina e da lì a quello di Catania. Una scritta che recitava "liberate Franco e Perna" è rimasta per anni sulla statua posta in Piazza Garibaldi a Reggio Calabria. Ottiene il confino per 6 mesi ad Ancona, città natale della moglie. Nel successivo processo di Potenza è assolto. 
Rientra a Reggio e cerca ancora spazio in politica con la speranza di portare una presenza che riequilibri la preponderanza del MSI, ma senza riuscirci.

## Smentite
Romano Canosa e Ennio Simeone sostengono a torto che Perna fu solo «sedicente ex partigiano, ex monarchico, ex socialista»; l'aggettivo sedicente è erroneo come ampiamente dimostrato dagli allegati a questa voce